# 비센테 과이타
비센테 과이타 파나데로(Vicente Guaita Panadero, 1987년 1월 10일 발렌시아 지방 토렌테 ~)는 스페인의 축구 선수로, 현재 셀타 비고 소속의 골키퍼이다.

## 경력
발렌시아 CF 유소년팀 출신으로, 2008-09 시즌에 산티아고 카니사레스의 은퇴에 따라 1군으로 승격되었다. 또한, 독일의 티모 힐데브란트 골키퍼가 우나이 에메리 감독의 명단에서 제외됨에 따라, 그는 백업 골키퍼가 되었다.
2008년 10월 2일, 그는 1군 데뷔전을 CS 마리티무와의 UEFA 컵 경기에서 치렀고 2-1로 승리하였다. 하지만, 베테랑 세자르 산체스가 토트넘 홋스퍼 FC로부터 영입과 레난 골키퍼의 복귀로 인하여, 그는 써드 골키퍼로 잔여 시즌을 보냈다.
2009-10 시즌에는 산체스가 연장 계약을 하고, RCD 마요르카의 미겔 앙헬 모야를 영입함에 따라, 과이타는 잉여 자원이 되었고, 세군다 디비시온의 레크레아티보 우엘바로 임대되었다. 이 안달루시아의 클럽이 중위권으로 시즌을 마무리하였고, 그는 30경기 출장 24실점을 기록하여 사모라 트로피를 수여받았다.
2010년 11월, 12월에 세자르와 모야가 모두 부상을 당함에 따라, 과이타는 발렌시아의 몇 경기에 출장하였고, UD 알메리아와의 홈 경기에서 2-1 승리를 이끌고 UEFA 챔피언스리그에서 맨체스터 유나이티드 FC와의 1-1 무승부를 이끌어냈다. 2011년 4월 2일, 그는 주전 자리를 꿰찼지만, 부친상을 당하였고 (당시 46세, 심장마비), 우나이 에메리는 세자르를 다음 2경기동안 기용하였다.
2011년 5월 말, 과이타는 발렌시아와 2015년까지 연장계약을 하였다.

## 수상
사모라 트로피
- 세군다 디비시온: 2009-10